# Neoitamus splendidus
Neoitamus splendidus is een vliegensoort uit de familie van de roofvliegen (Asilidae). De wetenschappelijke naam van de soort werd voor het eerst geldig gepubliceerd in 1912 door Lorenz Oldenberg.